# Parasycobia
Parasycobia is een geslacht van vliesvleugeligen uit de familie Pteromalidae. De wetenschappelijke naam van dit geslacht is voor het eerst geldig gepubliceerd in 1967 door Abdurahiman & Joseph.

## Soorten
Het geslacht Parasycobia is monotypisch en omvat slechts de volgende soort:
- Parasycobia kaurae Abdurahiman & Joseph, 1967